# Trivinilarsina
Trivinilarsina é um composto da classe das arsinas terciárias, de fórmula molecular C6H9As, representado como (CH2=CH)3As, SMILES C=C[As](C=C)C=C, número CAS 13652-20-5  e ponto de ebulição 129,8oC.
O composto é sintetizado a partir do tricloreto de arsênio (AsCl3). A reação de AsCl3 com CH2=CHMgBr em THF em refluxo tem rendimento de 62%. A reação com CH2CHLi em Et2O tem 51% de rendimento. O composto é termicamente estável na ausência de oxigênio, mas é rapidamente oxidado no ar.

## Reações
- com HCl em Et22 a -20oC forma (CH2=CH)3As.HCl;

- com I em CCl4 forma (CH2=CH)3As.I2;

- com AsBr3 forma (CH2=CH)2AsBr e (CH2=CH)AsBr2. Reações análogas ocorrem com tricloreto de arsênio;

- com ClNO3 forma (O2NOCH2CHCl)3As.[1]